# Valabi
Valabi (engl. Wallaby) je mali ili srednji makropod pronađen u Australiji i Novoj Gvineji. Oni pripadaju istoj taksonomskoj porodici kao kenguri, ali kenguri su posebno kategorizovani u šest najvećih vrsta porodica. Valabije love zbog mesa i krzna. Slična vrsta je kratkodlaki valabi. Patuljak je najmanji član roda i najmanji poznati član kengura.
Valabiji su biljojedi čija se ishrana sastoji od širokog spektra trava, povrća, lišća i drugih listova. Zbog nedavne urbanizacije, mnogi valabiji sada se hrane u ruralnim i urbanim područjima. Valabiji se suočavaju sa nekoliko pretnji: divljim psima, lisicama i divljim mačkama. Ljudi takođe predstavljaju značajnu pretnju za valabije. Zbog povećane interakcije valabiji se mogu braniti tvrdim udarcima i ugrizima.

## Klasifikacija
Valabiji nisu posebna genetička grupa. Ipak, oni spadaju u nekoliko širokih kategorija. Tipične vrste roda Macropus, poput agilnog valablja (Macropis agilis) i crvenovratog valabija (Macropus rufogriseus).
Odrastao mužjak u proseku teži 20 kg, dok odrasla ženka u proseku teži 12 kg. Iako je većina valabija mala po veličini, neke vrste mogu izrasti i do 2 metra. Karakteristika ove vrste životinja su izuzetno jake noge i dugačak rep (nekim vrstama je dužina repa jednaka visini tela). U proseku žive 15 godina (i mužjaci i ženke). 

## Prirodni raspon i stanište
Valabiji su široko rasprostranjeni širom Australije, naročito u udaljenim sredinama sa jako opuštenim ili robusnim područjima, a manje na velikim polurodnim ravnicama koje su bolje prilagođene većim, vitkim nogama nalik kengurovim.